# Susanne Metzger
Susanne Metzger (* 5. Juli 1972 in Würzburg) ist eine deutsch-schweizerische Physikerin, Expertin für MINT-Bildung und Professorin für Naturwissenschaftsdidaktik. Sie ist Stellvertretende Direktorin des Instituts für Bildungswissenschaften (IBW) der Universität Basel, einem gemeinsam von der Universität Basel und der Pädagogischen Hochschule der Fachhochschule Nordwestschweiz FHNW geführten und finanzierten Institut. Seit 2021 ist sie Vorsitzende der Fachkommission MINT der Akademien der Wissenschaften Schweiz.

## Leben und Werk
Susanne Metzger studierte nach dem Abitur an der St.-Ursula-Schule (Geisenheim) von 1991 bis 1999 Physik, Mathematik und Sport an der Johannes Gutenberg-Universität Mainz. Nach dem Staatsexamen für das Lehramt an Gymnasien wurde sie 2002 bei Jörg Baschnagel am Institut Charles-Sadron des CNRS und der Universität Straßburg und Kurt Binder an der Johannes Gutenberg-Universität Mainz mit dem Thema „Monte-Carlo-Simulationen zum Adsorptionsverhalten von Homo- und Copolymerlösungen“ promoviert. Von 2002 bis 2005 arbeitete sie als wissenschaftliche Assistentin am Institut für Fachdidaktik der Naturwissenschaften an der Technischen Universität Braunschweig. Von 2006 bis 2017 arbeitete sie an der Pädagogischen Hochschule Zürich und leitete das Zentrum für Didaktik der Naturwissenschaften. 2016 lehnte sie einen Ruf auf die W3-Professur für Fachdidaktik der Naturwissenschaften an der Universität Konstanz ab. Von 2017 bis 2022 leitete Susanne Metzger das Zentrum Naturwissenschafts- und Technikdidaktik an der Pädagogischen Hochschule der Fachhochschule Nordwestschweiz. Seit September 2022 ist sie Stellvertretende Direktorin des Instituts für Bildungswissenschaften (IBW) der Universität Basel, einem gemeinsam von der Universität Basel und der Pädagogischen Hochschule der Fachhochschule Nordwestschweiz FHNW geführten und finanzierten Institut. 

## Veröffentlichungen (Auswahl)
- S. Metzger u. a.: NaTech 9. Lehrmittel für Natur und Technik für das 9. Schuljahr inkl. Grundlagenbuch, Arbeitsmaterialien, Onlinematerialien und Kommentar für Lehrpersonen. Lehrmittelverlag Zürich, Zürich 2021.
- S. Metzger u. a.: NaTech 8. Lehrmittel für Natur und Technik für das 8. Schuljahr inkl. Grundlagenbuch, Arbeitsmaterialien, Onlinematerialien und Kommentar für Lehrpersonen. Lehrmittelverlag Zürich, Zürich 2020.
- S. Metzger u. a.: NaTech 7. Lehrmittel für Natur und Technik für das 7. Schuljahr inkl. Grundlagenbuch, Arbeitsmaterialien, Onlinematerialien und Kommentar für Lehrpersonen. Lehrmittelverlag Zürich, Zürich 2019.
- S. Metzger u. a.: NaTech 7–9. Toolbox – Naturwissenschaftliche Denk- und Arbeitsweisen. Lehrmittelverlag Zürich, Zürich 2019.
- S. Metzger: Unterrichten mit NaTech 7–9. Lehrmittelverlag Zürich, Zürich 2019.
- P. Labudde, S. Metzger (Hrsg.): Fachdidaktik Naturwissenschaft 1.–9. Schuljahr. 3., erweiterte und aktualisierte Auflage. Haupt-Verlag, Bern 2019.
- S. Metzger, C. Colberg, P. Kunz: Naturwissenschaftsdidaktische Perspektiven. Naturwissenschaftliche Grundbildung und didaktische Umsetzung im Rahmen von SWiSE. Haupt-Verlag, Bern 2016.
- S. Metzger: Desiderate der naturwissenschaftsdidaktischen Forschung. In: Beiträge zur Lehrerinnen- und Lehrerbildung. Band 31/1, 2013, S. 42–52.
- S. Metzger, S. Schlutt: Farberlebnisse. Eine fächerverbindende Unterrichtseinheit zwischen Physik und Kunst in der Sekundarstufe I. In: O. E. Berge (Hrsg.): Sammelband Unterricht Physik: Optik. 2012, S. 100–107.
- S. Metzger: Naturwissenschaften in der Sekundarstufe I? Ein Blick auf den Kanton Zürich und die Schweiz. In: Schweizerische Zeitschrift für Bildungsforschung. Band 32, 2010, S. 421–444.
- T. Kreer, S. Metzger, M. Müller, K. Binder, J. Baschnagel: Static properties of endtethered polymers in good solution: A comparison between different models. In: Journal of Chemical Physics. Band 120, 2004, S. 4012–4023.
- S. Metzger, M. Müller, K. Binder, J. Baschnagel: Surface excess in dilute polymer solutions, and the adsorption transition versus wetting phenomena. In: Journal of Chemical Physics. Band 118, 2003, S. 8489–8499.
- J. Baschnagel, H. Meyer, F. Varnik, S. Metzger, M. Aichele, M. Müller, K. Binder: Computer Simulations of Polymers Close to Solid Interfaces: Some Selected Topics. In: Interface Science. Band 11, April 2003, S. 159–173.